# Аква-Юлия
Аква-Юлия (лат. Aqua Julia) — водопровод, действовавший в Древнем Риме, снабжавший водой Целий и Авентин.
Строительство водопровода началось при Марке Випсании Агриппе в 33 году до н. э., уже через несколько лет между 11 и 4 годами до н. э. при императоре Августе акведук ремонтировали. Длина акведука составляла 23 километра, он был соединён с водопроводом Аква-Тепула, построенным в 125 году до н. э. Источник располагался в Альбанских горах. Вода из Аква-Юлия снабжала также монументальный фонтан Александра Севера.
Канал Маррана-Мариана (Marrana Mariana), построенный при папе Каллисте II в 1122 году, сменил в своих функциях античный водопровод.